# 켈리 칼슨
켈리 칼슨(Kelly Carlson, 1976년 1월 17일 ~ )은 미국의 배우이다.

## 출연 작품
- 공평하신 하나님 (2013)
- 남주기 아까운 그녀 (2008)
- 닙턱 시즌5 (2007)
- 쉐도우박스 (2007)
- 닙턱 시즌4 (2006)
- 더 마린 (2006)
- 닙턱 시즌3 (2005)
- 닙턱 시즌2 (2004)
- 파파라치 (2004)
- 스타쉽 트루퍼스 2 (2004)
- 닙턱 (2003)
- 3000 마일 (2001)